# Marelissa Him
Marelissa Him Betancourt (Ciudad de Panamá, 2 de julio de 1989) es una modelo y presentadora y deportista panameña, y ganadora del concurso de belleza, Miss Tierra Panamá 2011.creadora de contenido multiplataformas para cine internacional.

## Biografía

### Concurso de Belleza
Him tiene 5 pies 7 pulgadas (1,69 m) de altura, y compitió en el certamen nacional de belleza Señorita Panamá 2010, donde desplazó a la ganadora del concurso Anyolí Ábrego quien participó en el Miss Universo 2010 (quien a su vez no logró ingresar a las semifinales de Miss Universo 2010). Representó a Panamá en el certamen Miss Tierra 2011. Representó a Panamá en el certamen Reina Hispanoamericana 2011, celebrado el 27 de octubre de 2011, en Santa Cruz, Bolivia.

### Televisión
Actualmente trabaja para TVN Panamá, donde ha sido presentadora en diferentes programas del canal, Al descubierto, Pasapalabra (2021-2022), Show TVN (2022-presente) y Canta Conmigo (2024-presente).